# Землянківська сільська рада (Глухівський район)
Земля́нківська сільська́ ра́да — колишній орган місцевого самоврядування у Глухівському районі Сумської області. Адміністративний центр — село Землянка.

## Загальні відомості
- Населення ради: 656 осіб (станом на 2001 рік)

## Населені пункти
Сільській раді були підпорядковані населені пункти:
- с. Землянка
- с. Гута
- с. Кушкине

## Склад ради
Рада складалася з 12 депутатів та голови.
- Голова ради: Кугат Ольга Григорівна
- Секретар ради: Дубинка Інна Леонідівна

### Керівний склад попередніх скликань
| Прізвище, ім'я, по батькові | Основні відомості                                                 | Дата обрання | Дата звільнення |
| --------------------------- | ----------------------------------------------------------------- | ------------ | --------------- |
| Кугат Ольга Григорівна      | Сільський голова, 1962 року народження, освіта вища, позапартійна | 26.03.2006   | 31.10.2010      |
| Кугат Ольга Григорівна      | Сільський голова, 1962 року народження, освіта вища, позапартійна | 31.10.2010   |                 |

Примітка: таблиця складена за даними сайту Верховної Ради України